# Springbok Flats
Springbok Flats est le nom d'une grande plaine située dans la province du Limpopo en Afrique du Sud. Sa limite sud est formée par la rivière Pienaars, qui croise la route nationale 1 entre Pretoria et Polokwane. À l'ouest, elle abrite les villes de Bela-Bela, Modimolle, Mookgophong et Mokopane. À l'est, elle englobe les villes de Roedtan, Crecy, Marolong, Nutfield, Tuinplaas et Settlers. Elle fait quatre-vingt kilomètres de large et cent trente kilomètres de long et forme une langue orientée vers le nord-est.

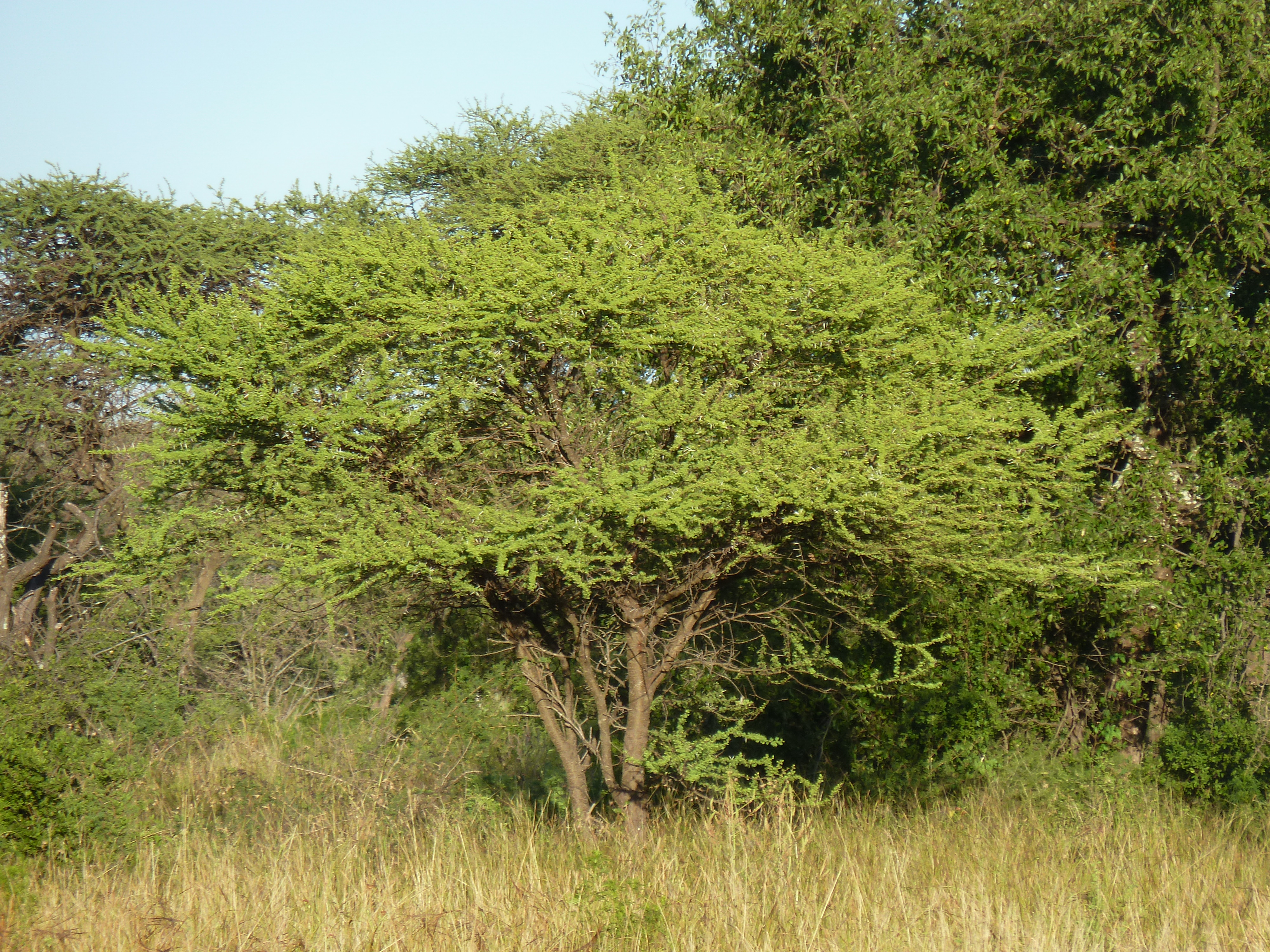
Bosquet d'acacias.

La plaine est dévolue à l'agriculture depuis la fin du xixe siècle et les terrains non cultivés sont couverts de buissons d'acacias. On y cultive le blé, le maïs, le coton, le sorgho, l'arachide et le tournesol. Des vergers d'agrumes, irrigués, ont été créés près de Zebediela. Plusieurs centres d'élevage de gibier ont été créés afin de tenter de rétablir la diversité de la faune qui existait à la fin du xixe siècle.
La plaine, située à mille mètres d'altitude, est exceptionnellement plate. Elle est soumise à des étés très chauds, car elle est protégée des vents froids par les hautes terres qui l'entourent ; les hivers sont secs. La moyenne annuelle de précipitation est de 600 mm. Ses vertisols sont très fertiles. Elle abrite la réserve naturelle de Nylsvley (en).
On y a trouvé du charbon et de l'uranium mais la contamination du premier par le second le rend inutilisable.